# Voiture de chemin de fer
Pour les articles homonymes, voir Voiture.
 (juillet 2014).
Si vous disposez d'ouvrages ou d'articles de référence ou si vous connaissez des sites web de qualité traitant du thème abordé ici, merci de compléter l'article en donnant les références utiles à sa vérifiabilité et en les liant à la section « Notes et références ».
Une voiture de chemin de fer est un véhicule remorqué spécialement conçu pour le transport de voyageurs, dans des conditions normales de confort et de sécurité. 
Dans le langage courant, les voitures de chemins de fer sont parfois appelées wagons, alors que ce terme est réservé, dans les textes de référence de l'UIC, uniquement aux véhicules affectés au transport des marchandises et des bestiaux.

## Voitures et wagons

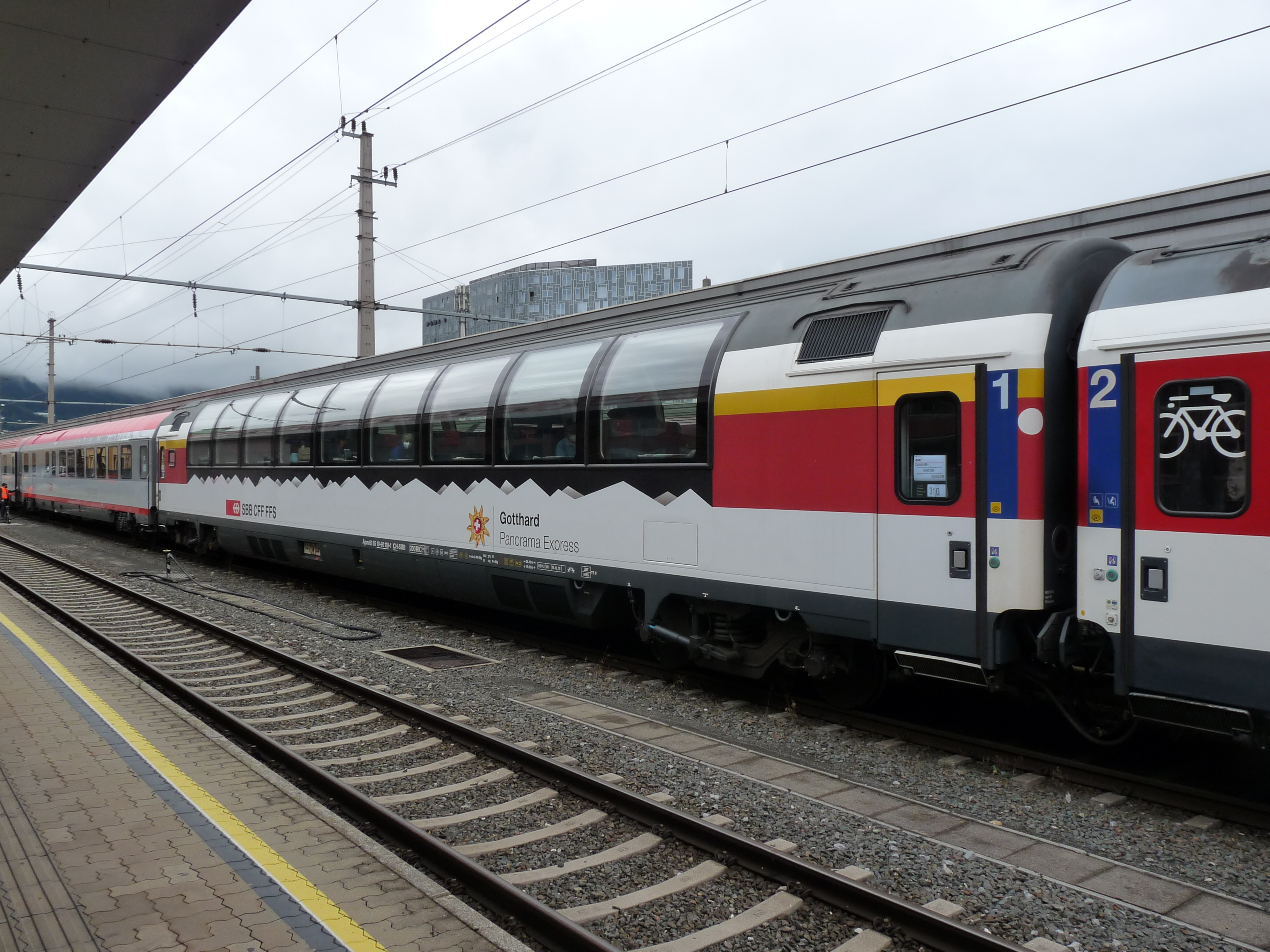
Voiture panoramique des CFF.

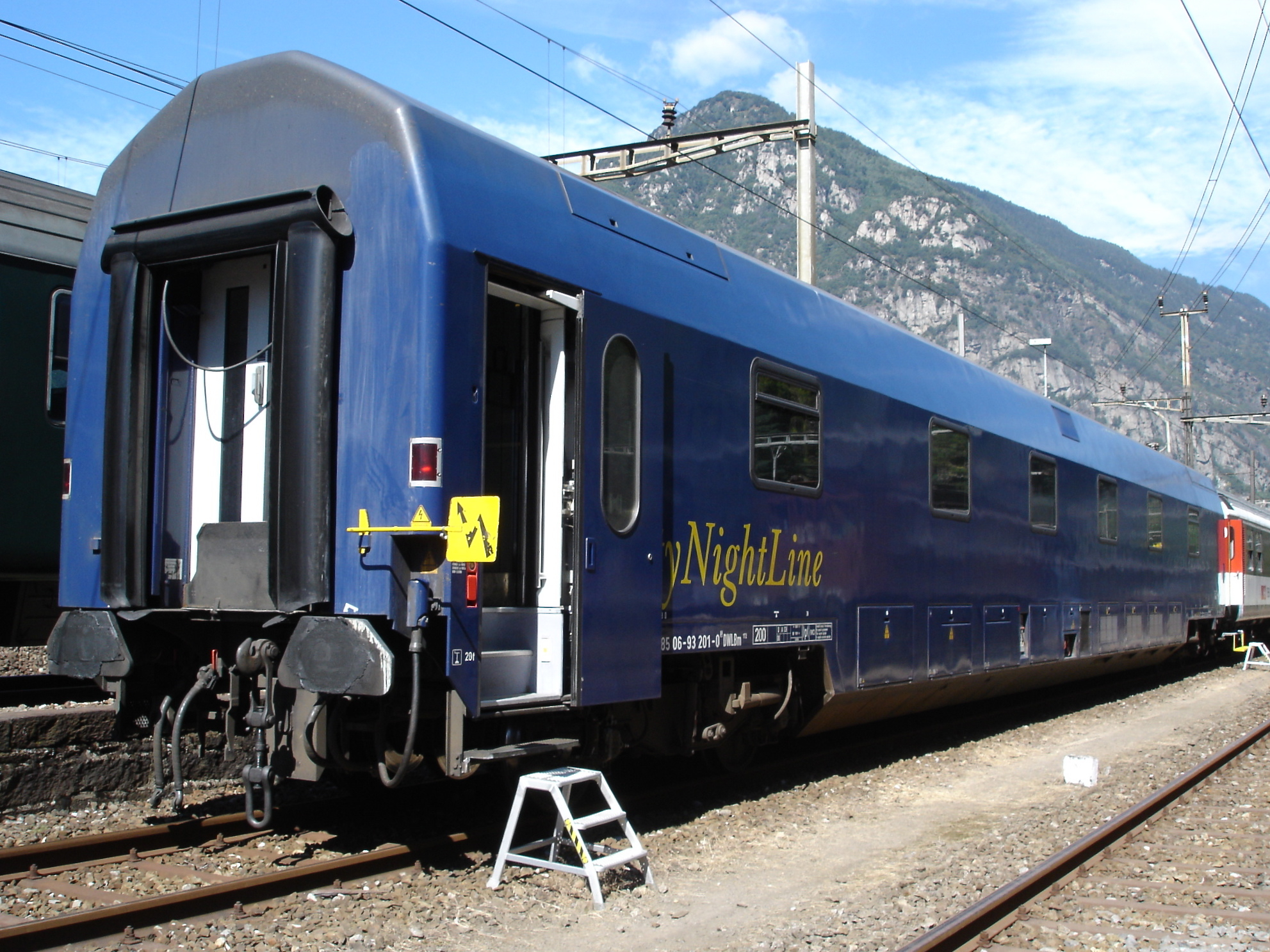
Voiture-lits CityNightline.

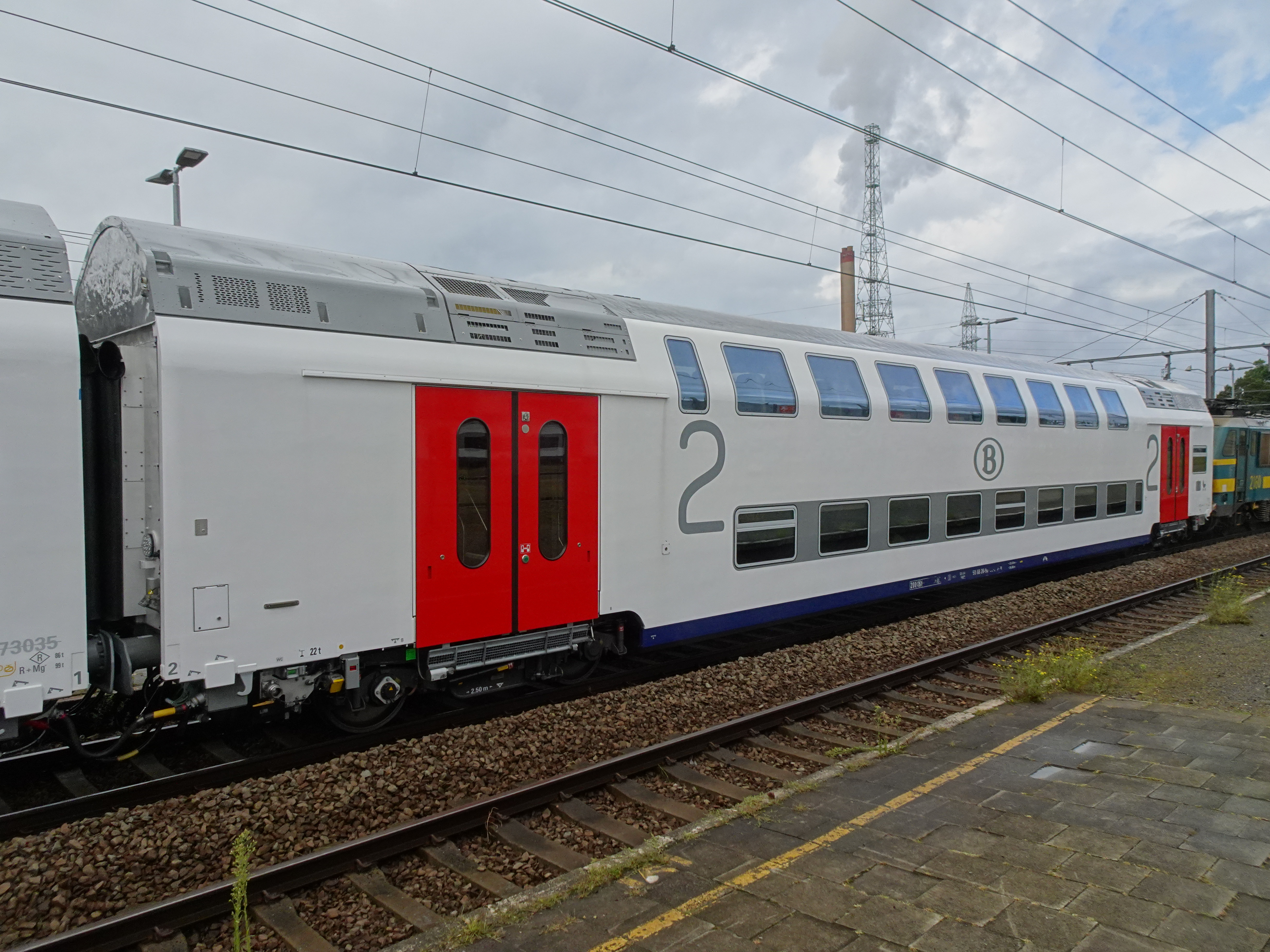
Voiture à deux niveaux type M7 de la SNCB.

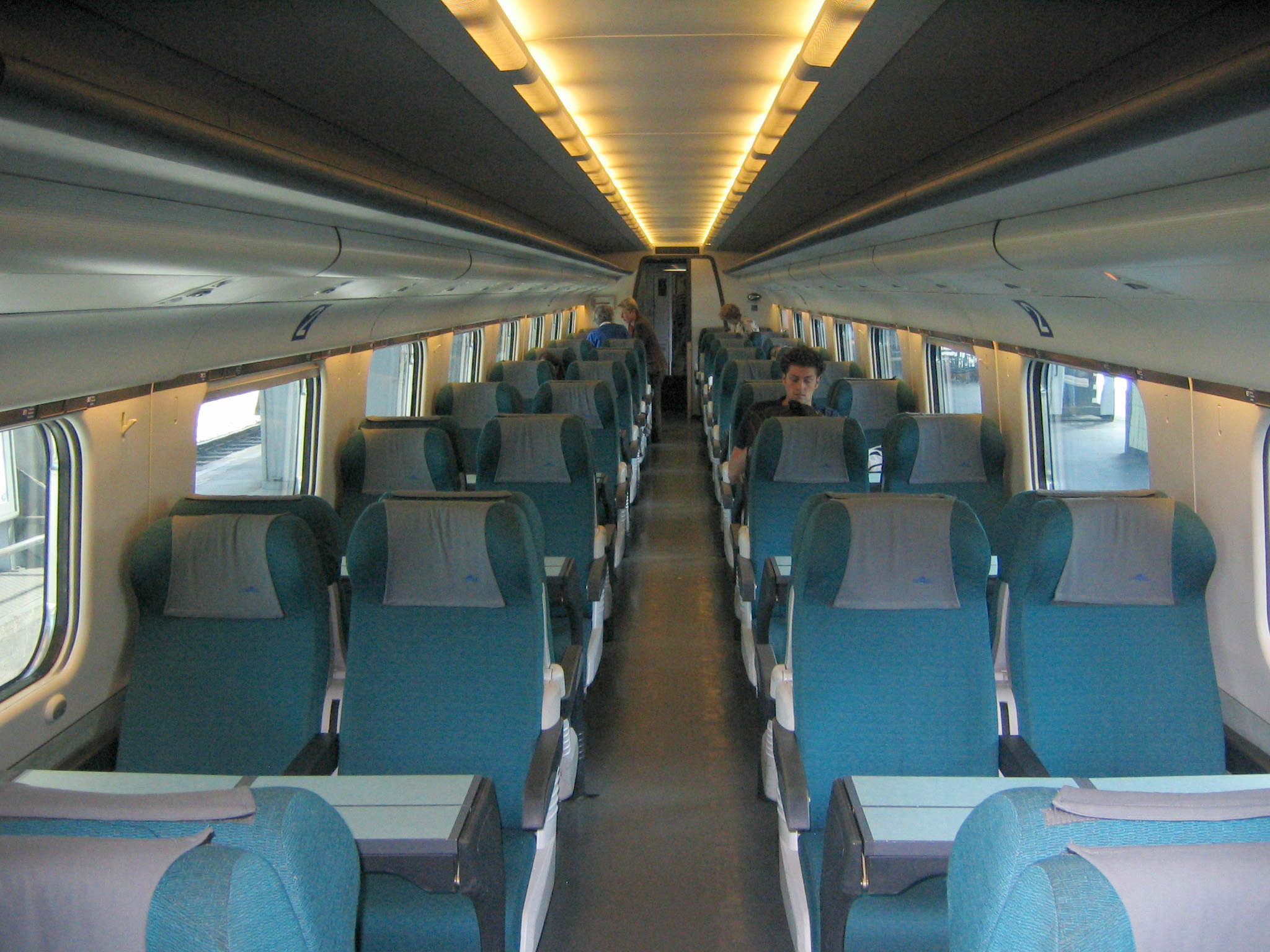
Aménagement intérieur d'une voiture du Cisalpino des CFF (ETR 470).

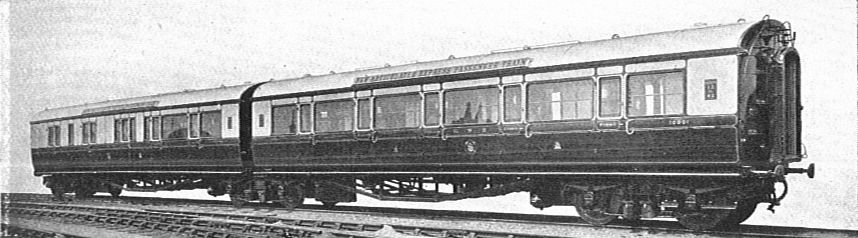
Voiture double (articulée) du Great Western Railway.

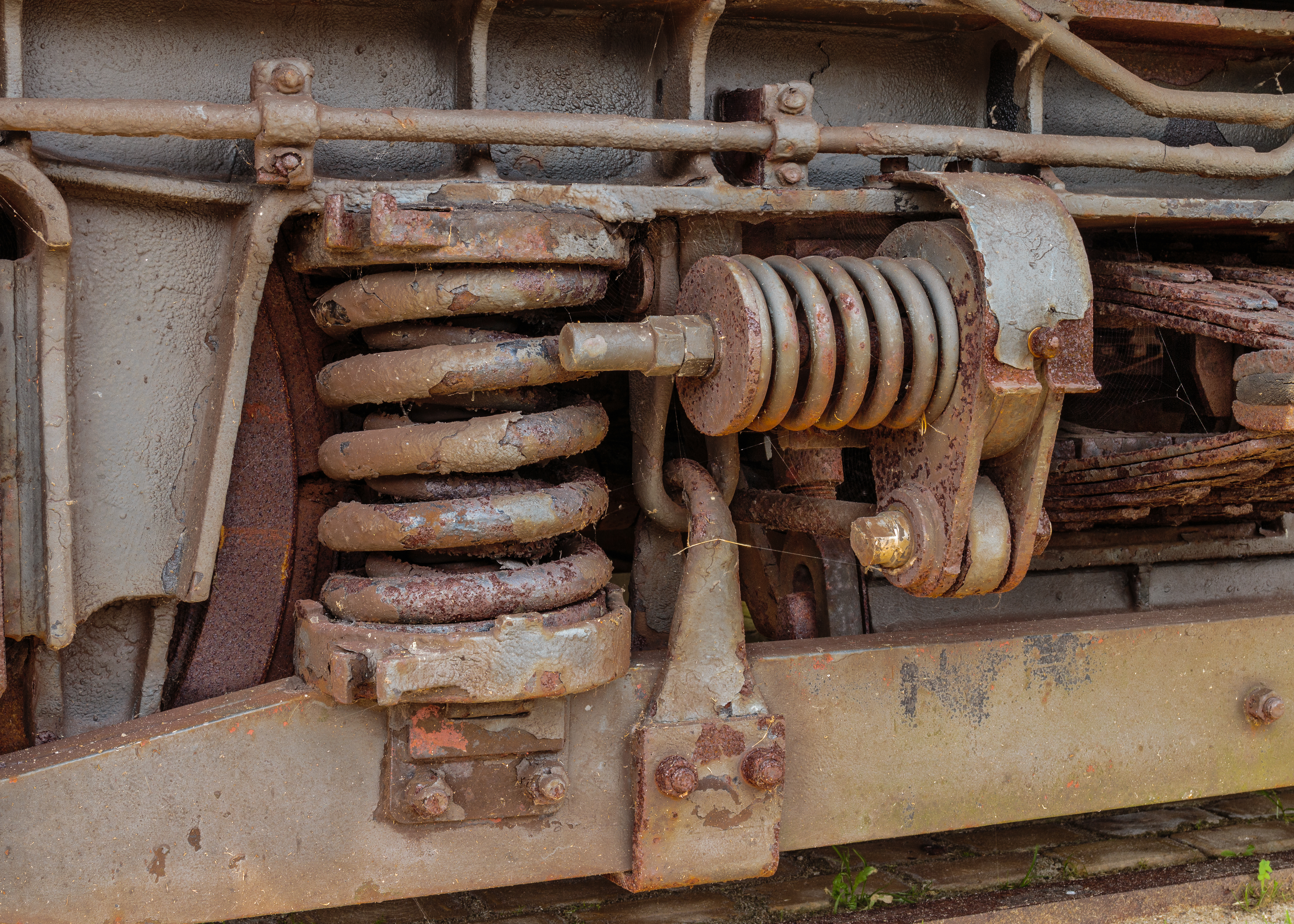
Dispositif à ressorts sur une vieille voiture de chemin de fer à Harlingen (Pays-Bas).

Dans les années 1830, les premiers voyageurs sont transportés debout dans des wagons à marchandises. Très rapidement sont créés des trains composés de voitures, avec des première et deuxième classes (voitures à carrosserie fermée, capitonnées pour la première classe), et des troisième et quatrième classe à carrosserie ouverte sur les côtés à tous les vents et munies de filets, qui imposent l'hiver le port de couverture, de bonnet, et des bottes de paille au pied. La presse se fait souvent l'interprète de l'opinion publique pour supprimer ces caisses inconfortables.
Historiquement les voitures, notamment celles de la CIWL (Compagnie des wagons-lits) et celles des « Grands express européens », arboraient le nom de wagon-lits souvent accompagnées de wagon-restaurant. De même le wagon de l'armistice est la voiture de chemin de fer de la CIWL dans laquelle furent signés l'armistice du 11 novembre 1918 et l'armistice du 22 juin 1940 entre l'Allemagne et la France. 
Le terme « voiture » est utilisé en France, alors que la Belgique francophone utilisait le terme de « wagon » (d'où l'origine du nom de la CIWL). Aujourd'hui, la Belgique francophone parle elle aussi de voitures, la dénomination interne des voitures voyageurs de la SNCB étant d'ailleurs HV.
Le mot « wagon » vient du néerlandais wagen qui se traduit par « voiture, chariot ».
Une caractéristique distinguant les voitures à voyageurs des wagons de marchandises dans les trains modernes est la présence de passerelles d'intercirculation, situées au-dessus des attelages dans le cas du TGV français, par exemple. Ces passerelles, qui permettent de passer facilement d'une voiture à l'autre, sont couvertes et étanches, protégées des intempéries, à l'origine par des soufflets rétractables en accordéon, et aujourd'hui par des bourrelets souples en caoutchouc.

## Typologie
Historiquement deux modèles se sont imposés : le type britannique, voiture à compartiments et à couloir latéral ; le type américain, voiture à compartiment unique en salle et couloir central.
On distingue les types de voiture suivants :
- voiture voyageurs, voiture offrant des places assises pour le transport des passagers, en compartiments ou en salle :
  - voiture panoramique, variante de voiture voyageur offrant un angle de vue amélioré à des fins touristiques,
  - voiture-salon variante offrant un niveau de confort amélioré ;
- voiture-ambulance, destinée au transport de malades ou d'invalides en position couchée ;
- voiture-restaurant, voiture spécifique offrant un service de restauration en salle ;
- voiture-bar, voiture spécifique permettant la vente et la consommation de boissons ou de repas légers debout devant un bar ;
- voitures pour voyages de nuit : ces voitures sont toujours divisées en compartiments pouvant accueillir de 1 à 6 voyageurs selon la classe et la formule choisie :
  - voiture-lits, adaptée au transport de nuit en compartiments privatifs, équipée de véritables lits, avec draps et couvertures, et au minimum d'un lavabo,
  - voiture-couchettes, adaptée au transport de nuit en compartiments collectifs, équipée de couchettes souvent convertibles en places assises pour la partie diurne du voyage ;
- voitures spéciales pour conférence, opérations  promotionnelles, etc.